# Paratrichius riekoae
Paratrichius riekoae är en skalbaggsart som beskrevs av Iwase 1996. Paratrichius riekoae ingår i släktet Paratrichius och familjen Cetoniidae. Inga underarter finns listade i Catalogue of Life.